# نورية مراح بنيدة
نورية مراح بنيدة (مولودة 19 أكتوبر 1970 بالجزائر العاصمة) هي عداءة جزائرية متخصصة في المسافات نصف الطويلة فازت بالميدالية الذهبية في سباق 1500 متر في ألعاب سيدني الأولمبية سنة 2000.

## الإنجازات الدولية
- الألعاب الأولمبية الصيفية 1996 في 800م (مرتبة ثالثة و عشرون).
- ألعاب البحر الأبيض المتوسط 1997 في 1500م (ميدالية ذهبية).
- بطولة العالم لألعاب القوى 1997 في 800م و 1500م (مرتبة حادية عشر و تاسعة و عشرون).
- بطولة العالم داخل الصالة لألعاب القوى 1999 في 800م (مرتبة عاشرة).
- بطولة العالم لألعاب القوى 1999 في 1500م (مرتبة تاسعة عشر).
- الألعاب الإفريقية 1999 في 800م و 1500م (ميداليتان فضيتان).
- البطولة الإفريقية لألعاب القوى 2000 في 800م و 1500م (ميدالية فضية و ذهبية).
- الألعاب الأولمبية الصيفية 2000 في 1500م (ميدالية ذهبية).
- بطولة العالم لألعاب القوى 2001 في 1500م (مرتبة رابعة و عشرون).
- البطولة الإفريقية لألعاب القوى 2006 في 800م و 1500م (ميدالية برونزية و ذهبية).

## وصلات خارجية
- نورية مراح بنيدة على موقع الاتحاد الدولي لألعاب القوى (الإنجليزية)
- نورية مراح بنيدة على موقع رابطة إحصائيات سباق الطريق (الإنجليزية)
- نورية مراح بنيدة على موقع اللجنة الأولمبية الدولية (الإنجليزية)
- نورية مراح بنيدة على موقع أوليمبيديا (الإنجليزية)